# Petrila
Petrila là một thị xã thuộc hạt Hunedoara, România. Dân số thời điểm năm 2002 là 25908 người.